# Adena
Adena är en by (village) i Harrison County, och Jefferson County, i Ohio. Vid 2020 års folkräkning hade Adena 664 invånare.